# 江川ほーじん
江川 ほーじん（えがわ ほーじん、1961年〈昭和36年〉6月15日 - ）は、日本のミュージシャン、ベーシスト。本名は江川 芳仁（ほうじん）。
一時期はひふへほーじんとクレジットされていたこともある（江川ほーじんと名乗ると、「江川こうじ」と間違われてしまうことが多かったため、自己紹介の際に「江川・はひふへほのほーじんです」などと名乗る癖があったことに由来する）。
2018年12月上旬に交通事故に遭い、意識不明の状態にあることがファンキー末吉のブログにて明らかにされた。

## 経歴
大阪府出身。大阪市立工芸高等学校中退。
1982年（昭和57年）、ファンキー末吉らのアマチュアバンド「爆風銃（バップガン）」に途中加入。
直後にファンキー末吉の誘いにより、「スーパースランプ」に在籍していたサンプラザ中野、パッパラー河合とともに「爆風スランプ」を結成。ベースおよび作曲を担当した。
1989年（昭和64年/平成元年）初頭に、爆風スランプのプロデューサーであった新田一郎と音楽活動方針を巡って対立し、人気の絶頂期にあった爆風スランプを脱退。なお、この出来事により辞めていく江川の姿をなぞらえ、サンプラザ中野が作詞したのが「Runner」である。
織田哲郎らのプロジェクト「TOUGH BANANA」（舛添要一、小西克哉が作詞に参加した全曲英語詞の異色アルバム）に参加した後、1990年に梅原達也、山根基嗣、堀尾哲治とともに「RHINOCEROS」を結成した。
その後、ウィック・ビジュアル・ビューロウのWGPオフィシャルビデオのオープニングとエンディングテーマを手がけたり、「Portfolio」などのバンド活動を経て、スタジオ・ミュージシャンとしての活動や、様々なミュージシャンとのセッションライブ等も行いながら、20数年ぶりに集結した爆風銃のメンバーたちと再始動へ向けて準備を進めていた。
2018年12月、交通事故により意識不明の重体となる。
2022年6月15日現在も自ら動くことはできない状態であり、ステージへの復帰は絶望的であるが、リハビリを開始している旨が「江川ほーじん募金 連絡委員会」より発表され、昏睡状態からは脱した模様である。

## 人物
機材への拘りも強く、自作のスピーカーボックスや自作のエフェクターボードなど使用。コンポーネントアンプの使用者で、1200Wや2400Wなどのシステムを組んでいる。パワーアンプはアキュフェーズを使用。エフェクター等はツアーによって頻繁に替えられている。

## 音楽性
江川の音楽性はファンク指向を根底に据えており、ラリー・グラハムから多大な影響を受けている。1997年、ブルーノートでのGraham Central Stationのライブにてラリーとの共演を果たし、Graham Central Stationのカバーバンド活動も展開している。

## RHINOCEROS（ライナセロス）
- 江川ほーじん（ベース）
- 梅原達也（ボーカル）元・44MAGNUM。音楽性の違いから脱退
- 平野陽子（ボーカル）新ボーカル
- 山根基嗣（ギター）元・山水館、ノヴェラ、アクション
- 堀尾哲二（ドラム）元・TOPS

### ディスコグラフィー

#### シングル
- JUMP BACK,JACK（1990年11月28日）
- FUTURE（1992年5月13日）
- and life（2010年）

#### アルバム
- SAVE THE RHINO（1990年4月4日）
- FUNK ON THE RAILROAD（1991年1月18日）
- EAT THE BEAT（1992年6月17日）